# Hadula praecipua
Hadula praecipua är en fjärilsart som beskrevs av Otto Staudinger 1895. Hadula praecipua ingår i släktet Hadula och familjen nattflyn. Inga underarter finns listade i Catalogue of Life.